# Sayyed Al-Qimni
Sayyed Al-Qimni ou Sayyid Al-Qemany ( سيد محمد القمني), né le 13 mars 1947 à Beni Suef en Égypte et mort au Caire le 6 février 2022, est un intellectuel égyptien connu pour sa dénonciation de l’Islam politique. Il est connu pour avoir dénoncé le discours d'Al Azhar, notamment. Il critique en particulier des organisations attachées à l'Islam sunnite (85 % des musulmans) tel qu'il existe aujourd'hui. Récompensé du prix de l'État pour les sciences sociales en 2009, il a fait l'objet d'une violente campagne de dénigrement.

## Biographie
Il est né en 1947 à al-Wasta, dans la province de Beni Suef,. Son père était un religieux traditionnel, il organisait des réunions religieuses chez lui pendant le ramadan ; ce qui ne l'empêchait pas d'être ouvert, notamment aux idées du penseur réformiste Muhammad 'Abduh. Il fait des études de philosophie au Caire, puis enseigne au Liban et au Koweït, sous la direction de Fouad Zakariyya (en), considéré comme le père de l'existentialisme arabe. Puis il rejoint l'université de Al-Azhar afin d'étudier l'Islam. Il est parmi l'un des penseurs réformistes arabes qui défend farouchement la laïcité. L'invasion du Koweït par les troupes de Saddam Hussein en 1991 marque un tournant dans sa pensée : il abandonne l'idée de panarabisme et considère que l'idée de «monde arabe» est un mythe, de même que la notion de califat. Dans une interview sur la chaîne Sat 7, il a considéré que le panarabisme était un échec et que les pays suivants appartiennent à leurs minorités comme l'Algérie qui appartient aux Amazighs, l'Égypte aux coptes et la Syrie aux Araméens,.
Dans Chukran... Bin Laden! (Merci... Ben Laden) il affirme que le crime d'apostasie a été inventé par le premier calife, Abu Bakr. Selon la tradition, la notion d'apostasie repose sur un hadith (propos du Prophète). Mais Al-Qimni met en doute l'authenticité de cette tradition. À ses yeux, la loi qui fait de l'apostasie un crime passible de mort est destinée à faire peur, elle est à ce titre à proprement parler une loi terroriste.
Il s'est intéressé aux premiers temps de l'islam, d'un point de vue socio-historique. Dans Dawr al-ḥizb al-Hāšimī, il fait remonter les origines de l'islam à la Hanifiya, croyance pré-islamique, et à l'action politique de Abd Al-Mutalab. Il s'est ainsi attiré des critiques : on lui a reproché de réduire le rôle de la révélation dans l'apparition de l'islam et de faire apparaître une continuité là où la tradition insistait sur la rupture. Il souligne en effet la dimension politique de l'action du Prophète.
Il a fait campagne contre l'obligation du port du voile, et aussi contre la mention de la religion sur la carte d'identité en Égypte. Il se réclame de l'héritage du mutazilisme. Il critique sévèrement l'université Al-Azhar, qu'il désigne comme une «source du terrorisme dans le monde». Il ajoute que «l'héritage islamique s'est pétrifié il y a mille ans, au quatrième siècle de l'Hégire.» Contre cette stagnation, il se fait l'avocat de l'esprit critique pour renouveler la pensée musulmane et, en particulier, revoir l'histoire de l'islam.
Dans Rabb Al-Zaman, il présente le personnage du calife Uthman sous un angle qui n'est pas toujours favorable. Cela suffit pour que le livre soit censuré en 1998. On l'accuse aussi de porter atteinte à l'autorité de  Muhammad al-Ghazali - celui qui a lancé une fatwa contre Faraj Fouda, assassiné en 1992. Mais le procès qui s'ensuit conduit à lever l'interdiction d'imprimer son livre.
En 2006, l'opinion publique a été agitée après la transmission au parquet d'une plainte déposée par l'avocat Khaled Al-Masry contre l'intellectuel Sayed Al-Qumni pour «outrage à la religion islamique et insulte aux compagnons». Il a été rapporté que l'intellectuel égyptien a participé à un symposium qui s'est tenu dans l'organisation Adhoc en Belgique, comprenant non seulement une insulte au sujet divin, le Prophète et ses compagnons, mais aussi des expressions de mépris pour la religion islamique,. En 2005, il reçoit une lettre de menaces d'al-Qaïda. Quand le ministère égyptien de la culture lui décerne le prix pour les sciences sociales, en 2009, des imams le déclarent apostat et les menaces de mort affluent.